# Европско првенство у атлетици у дворани 1980 — бацање кугле за мушкарце
Такмичење у бацању кугле у мушкој конкуренцији на 11. Европском првенству у атлетици у дворани 1980 одржано је 2. марта у Зинделфингену (Западна Немачка).
Титулу европског првака освојену на Европском првенству у дворани 1979. у Бечу није бранио Рејо Столберг из Финске.

## Земље учеснице
Учествовало је 4 бацача кугле из 2 земље.
1. Југославија (2)
2. Чахословачка (2)

## Рекорди
| Рекорди пре почетка Европског првенства у дворани 1980.     | Рекорди пре почетка Европског првенства у дворани 1980. | Рекорди пре почетка Европског првенства у дворани 1980. | Рекорди пре почетка Европског првенства у дворани 1980. | Рекорди пре почетка Европског првенства у дворани 1980. | Рекорди пре почетка Европског првенства у дворани 1980. |
| ----------------------------------------------------------- | ------------------------------------------------------- | ------------------------------------------------------- | ------------------------------------------------------- | ------------------------------------------------------- | ------------------------------------------------------- |
| Светски рекорд у дворани                                    | Џорџ Вуд                                                | САД                                                     | 22,02                                                   | Инглвуд, САД                                            | 9. фебруар 1974.                                        |
| Европски рекорд у дворани                                   | Удо Бајер                                               | Источна Немачка                                         | 21,10                                                   | Зенфтенберг Источна Немачка                             | 17. фебруар 1978.                                       |
| Рекорди европских првенстава                                | Џефри Кејпс                                             | Уједињено Краљевство                                    | 20,95                                                   | Гетеборг Шведска                                        | 10. март 1974.                                          |
| Најбољи светски резултат сезоне у дворани                   | Златан Сарачевић                                        | Југославија                                             | '20,57                                                  | Будимпешта Мађарска                                     | 1. фебруар 1980.                                        |
| Најбољи европски резултат сезоне у дворани                  | Златан Сарачевић                                        | Југославија                                             | '20,57                                                  | Будимпешта Мађарска                                     | 1. фебруар 1980.                                        |
| Рекорди после завршеног Европског првенства у дворани 1980. |                                                         |                                                         |                                                         |                                                         |                                                         |
| Нових рекорда није било                                     |                                                         |                                                         |                                                         |                                                         |                                                         |

## Освајачи медаља
|                              |                          |                          |
| Златан Сарачевић Југославија | Јаромир Влк Чахословачка | Иван Иванчић Југославија |

## Резултати

### Финале
| Место | Атлетичар        | Земља        | Резултат | Белешка |
| ----- | ---------------- | ------------ | -------- | ------- |
|       | Златан Сарачевић | Југославија  | 20,43    |         |
|       | Јаромир Влк      | Чахословачка | 20,19    |         |
|       | Иван Иванчић     | Југославија  | 19,48    |         |
| 4.    | Ремигуис Махура  | Чахословачка | 18,56    |         |

## Укупни биланс медаља у бацању кугле за мушкарце после 11. Европског првенства у дворани 1970—1980.
|     | Земља                |    |    |    |    |
| --- | -------------------- | -- | -- | -- | -- |
| 1.  | Источна Немачка      | 3  | 4  | 0  | 7  |
| 2.  | Уједињено Краљевство | 2  | 3  | 1  | 6  |
| 3.  | Финска               | 2  | 0  | 0  | 2  |
| 4.  | Чехословачка         | 1  | 1  | 3  | 5  |
| 5.  | Југославија          | 1  | 0  | 1  | 2  |
| 6.  | Бугарска             | 1  | 0  | 0  | 1  |
| 6.  | Исланд               | 1  | 0  | 0  | 1  |
| 8.  | Пољска               | 0  | 2  | 1  | 3  |
| 9.  | Совјетски Савез      | 0  | 1  | 3  | 4  |
| 10. | Француска            | 0  | 0  | 1  | 1  |
| 10. | Шведска              | 0  | 0  | 1  | 1  |
|     | Укупно {10}          | 11 | 11 | 11 | 33 |

|    | Атлетичар              | Земља                |   |   |   |   |
| -- | ---------------------- | -------------------- | - | - | - | - |
| 1. | Хартмут Бризеник       | Источна Немачка      | 3 | 0 | 0 | 3 |
| 2. | Џефри Кејпс            | Уједињено Краљевство | 2 | 3 | 1 | 6 |
| 3. | Рејо Столберг          | Финска               | 2 | 0 | 0 | 2 |
| 4. | Јарослав Брабец        | Чехословачка         | 1 | 0 | 2 | 3 |
| 5. | Хајнц-Јоахим Ротенбург | Источна Немачка      | 0 | 2 | 0 | 2 |
| 5. | Герд Лохман            | Источна Немачка      | 0 | 2 | 0 | 2 |
| 7. | Владислав Комар        | Пољска               | 0 | 1 | 1 | 2 |
| 7. | Валериј Волкин         | СССР                 | 0 | 1 | 1 | 2 |
| 7. | Јарослав Влк           | Чехословачка         | 0 | 1 | 1 | 2 |